# 帕特里克·凯恩
帕特里克·凯恩（英語：Patrick Kane，1988年11月19日—），美国男子冰球运动员。他曾代表美国国家队参加2010年和2014年冬季奥林匹克运动会冰球比赛，其中2010年冬季奥运会获得一枚银牌。